# Franz von Liszt
(Franz von Liszt, La teoria dello scopo nel diritto penale, Milano, 1962, pag. 46)
Franz von Liszt (Vienna, 2 marzo 1851 – Seeheim, 21 giugno 1919) è stato un giurista tedesco.

## Biografia
Esperto penalista e filosofo del diritto, fu eletto al Reichstag. Cugino del più celebre compositore Franz Liszt, insegnò nelle università di Gießen, Halle, Marburgo e alfine Berlino (1899). Nella concezione di Liszt il crimine va osservato come fenomeno puramente sociale (scuola sociologica), e da qui deriva il concetto di prevenzione sociale: il reo deve essere sottoposto ad un'acuta difesa sociale in modo da eliminare ogni manifestazione criminosa. Fondatore di varie riviste, diresse dal 1888 un Istituto di Criminologia.

## Opere
- The German Reich Criminal Law, Berlin, 1881
- The Purpose of Thought in Criminal Law, Berlin 1882/83
- Criminal Law in the States of Europe, Berlin 1884
- International law. Systematically Presented (Das Vlilkerrecht systematisch dargestellt), 1st ed. Berlin, 1888; 11th ed. Berlin, 1918
- The Essence of the International Association of States and the International Prize Court, in: Festschrift for law faculty of Berlin, Otto von Gierke doctorate 21st Anniversary August 1910, Vol. 3, Wroclaw 1910 (ND Frankfurt 1969), p. 21 ff
- An Association of Central European States as the Next Target of German Foreign Policy, Leipzig, 1914
- Nibelungen, in: Österreichische Rundschau 42 (1915), p. 87 ff
- The Reconstruction of International Law, Pennsylvania Law Review 64 (1916), p. 765 ff
- Association of States for the International Community. A contribution to the reorientation of the States policy and International Law, Munich and Berlin, 1917
- Violence or Peace League. An Exhortation in the Last Hour, in: NZZ No. 1428 v. 27 October 1918, p. 1
- Textbook of German Criminal Law, 22nd edition, Berlin, 1919